# Node.js
Node.js és un entorn de programació dissenyat per escriure aplicacions d'Internet escalables, notablement servidors web.
Els programes estan escrits en JavaScript, utilitzant una arquitectura orientada a esdeveniments, i entrada/sortida asíncrona per tal de minimitzar el temps de sistema i maximitzar l'escalabilitat.
Node.js consisteix en el motor de JavaScript V8 de Google i de diverses llibreries incloses.
Node.js va ser creat per Ryan Dahl començant el 2009, i el seu creixement va ser patrocinat pel seu ocupador, Joyent.
Node.js va rebre d'InfoWorld el premi a la tecnologia de l'any el 2012.

## Exemples
Aquesta és una implementació completa de l'Hola, món! com a servidor HTTP en Node.js:
```
var
 
http
 
=
 
require
(
'http'
);

http
.
createServer
(
function
 
(
request
,
 
response
)
 
{

 
response
.
writeHead
(
200
,
 
{
'Content-Type'
:
 
'text/plain'
});

 
response
.
end
(
'Hola, món!\n'
);

}).
listen
(
8000
);

console
.
log
(
'Servidor disponible a: http://localhost:8000/'
);

```